# Eunota houstoniana
Eunota houstoniana là một loài bọ cánh cứng thuộc họ Hổ trùng. Đây là loài đặc hữu của Hoa Kỳ, được phát hiện tại Texas. Môi trường sống của loài này giới hạn trong các chảo muối.